# Fredrik Furu
Fredrik Furu, född 22 juli 1978 i Jakobstad, Finland, är en finlandssvensk artist, sångare, kompositör och DJ. 
Fredrik Furu släppte sin första skiva med bandet Kometfabriken 2006 och deltog i Fame Factory säsong 3, 2003, bland annat med låten Gott Nytt År. Därefter gjorde Kometfabriken duetten "Snedsteg" med den svenska sångerskan Sara Löfgren. I november 2009 släppte Fredrik Furu sin första soloskiva Hollywoodhjärtan, som producerades av Jimmy Westerlund. Skivan innehåller låten "Det går över" med sångerskan Pauline Kamusewu. Singeln "Dagar & Nätter" låg bland annat etta på den finlandssvenska "Vegalistan". Fredrik Furu bodde länge i Vasa och Stockholm men bor numera i Helsingfors. År 2012 släppte han sin andra soloskiva Mittemellanland. Albumet spelades in i Los Angeles och producerades även det av Jimmy Westerlund. Musikvideon till singeln "Tappa din kontroll" hade premiär i Expressen och i videon knockades Furu i en boxningsring av gladiatorn Tor (Mikael Spreitz).
2014 släppte Fredrik Furu EP:n "Nåt som fastnar", fem låtar där singeln "Som att dansa men på radio" gick in som etta på Vegatoppen i Finland.
2015 sände Yle5 ett en timme långt artistporträtt på Fredrik. I programmet "Nästan Unplugged" gästades Fredrik på scen av Jack Vreeswijk som han också inlett ett turnésamarbete med.
Sedan 2012 är Furu tillsammans med Jimmy Westerlund innehållsproducenter för projektet Dream Academy och 
Dream Academy Norden, som administreras av nätverket Svenska nu och låter musikgymnasiestuderande i Finland, Sverige och Norge samarbeta kring nyskrivna, egna poplåtar för att öka intresset för språkkunskaper i allmänhet och grannspråk och svenska i synnerhet.